# Vangjel Heba
Vangjel Heba (ur. 11 marca 1933 w Durrësie, zm. 17 października 2007 w Tiranie)  – albański aktor i reżyser.

## Życiorys
Na scenie teatralnej zadebiutował w 1950 na scenie szkolnej liceum w Durrësie. Po ukończeniu średniej szkoły artystycznej, przez dwa lata uczył się zawodu reżysera w szkole działającej przy Teatrze Ludowym (alb. Teatri Popullor). Początkowo występował w teatrach amatorskich, w 1952 należał do grona założycieli Teatru Armii Albańskiej, razem z Esatem Oktrova i Piro Manim. W 1953 trafił do teatru im. Aleksandra Moisiu w Durrësie. Na deskach tego teatru zagrał w swojej karierze ponad 120 ról. W teatrze pracował także jako reżyser. W 1975 ukończył dwuletni kurs dla reżyserów teatralnych, organizowany przez Teatr Ludowy. Do jego najsłynniejszych inscenizacji należał Rewizor Nikołaja Gogola.
Oprócz licznych ról teatralnych ma na swoim koncie także 20 ról w filmach fabularnych, Zadebiutował rolą Vasila w filmie Furtuna w 1959 r. W 1971 został uhonorowany przez władze Albanii tytułem Zasłużonego Artysty (alb. Artist i merituar), a pośmiertnie tytułem honorowego obywatela Durrësu.

## Filmografia
- 1959: Furtuna jako Vasil
- 1964: Toka jonë jako Murrash
- 1969: Njesit gueril jako Petro
- 1971: Malet me blerim mbuluar jako Aliu
- 1976: Tinguj lufte jako Robertini
- 1976: Thirrja jako ksiądz Gjoni
- 1977: Nje udhetim i veshtire jako wiceminister
- 1978: Vajzat me kordele të kuqe jako dyrektor szkoły
- 1979: Dorina jako ojciec Viktora
- 1979: Ne vinim nga lufta jako Andon
- 1980: Një ndodhi në port jako kierownik odcinka
- 1982: Flaka e maleve jako Luigji Gurakuqi
- 1983: Gracka jako Kurt
- 1984: Lundrimi i pare jako Mihali
- 1985: Gurët e shtëpisë sime jako Fane Mertiri
- 1986: Tri ditë nga një jetë jako heroiczny starzec
- 1987: Botë e padukshme jako dr Sokrat
- 1987: Eja
- 1987: Telefoni i një mëngjesi jako towarzysz Xhorxhi
- 1988: Misioni përtej detit jako kapitan Lambros
- 1990: Balada e Kurbinit jako Temal Berati
- 1990: Vetmi